# McCulloch MC-4
El McCulloch MC-4 fue un helicóptero estadounidense de rotores en tándem desarrollado por la McCulloch Aircraft Corporation, una división de la McCulloch Motors Corporation. Fue evaluado por el Ejército de los Estados Unidos como YH-30 y por la Armada estadounidense como XHUM-1.

## Diseño y desarrollo
El MC-4 era una versión mayor del anterior helicóptero de rotores en tándem Jovanovich JOV-3, y fue desarrollado por la McCulloch Aircraft Corporation. El JOV-3 fue desarrollado por Jovanovich cuando encabezaba la Helicopter Engineering and Research Corporation. El JOV-3 voló por primera vez en 1948. En 1949, Jovanovich se mudó a la McCulloch Motors Corporation, donde voló el helicóptero agrandado MC-4 por primera vez en marzo de 1951. Fue seguido por un similar MC-4C y tres helicópteros de evaluación para el Ejército de los Estados Unidos (como YH-30). El MC-4C era ligeramente mayor que el MC-4. Cuando el MC-4C fue certificado en 1953, se convirtió en el primer helicóptero de rotores en tándem certificado en los Estados Unidos para uso comercial. Fueron evaluados tres ejemplares por el Ejército de los Estados Unidos como YH-30, pero la evaluación mostró que el helicóptero estaba falto de potencia.
El YH-30 tenía una estructura de tubos de acero con recubrimiento ligero metálico. Un único motor Franklin de 200 hp estaba montado horizontalmente en medio del fuselaje y propulsaba dos rotores en tándem entrelazados. Tenía un tren de aterrizaje de ruedas fijo triciclo con una rueda de morro giratoria.
No se recibieron órdenes ni civiles ni militares, y Jovanovich formó su propia compañía, la Jovair Corporation, donde modificó el MC-4C como prototipo de un helicóptero privado de cuatro asientos, designado Sedan 4E. Estaba propulsado por un motor Franklin 6A-335 de 210 hp. Una versión con motor turboalimentado fue designada Sedan 4ES y una más básica Sedan 4A fue desarrollada para uso agrícola. En 1965 se construyó una pequeña cantidad de helicópteros Sedan. A principios de los años 70, McCulloch recuperó los derechos sobre los diseños del helicóptero.

## Variantes

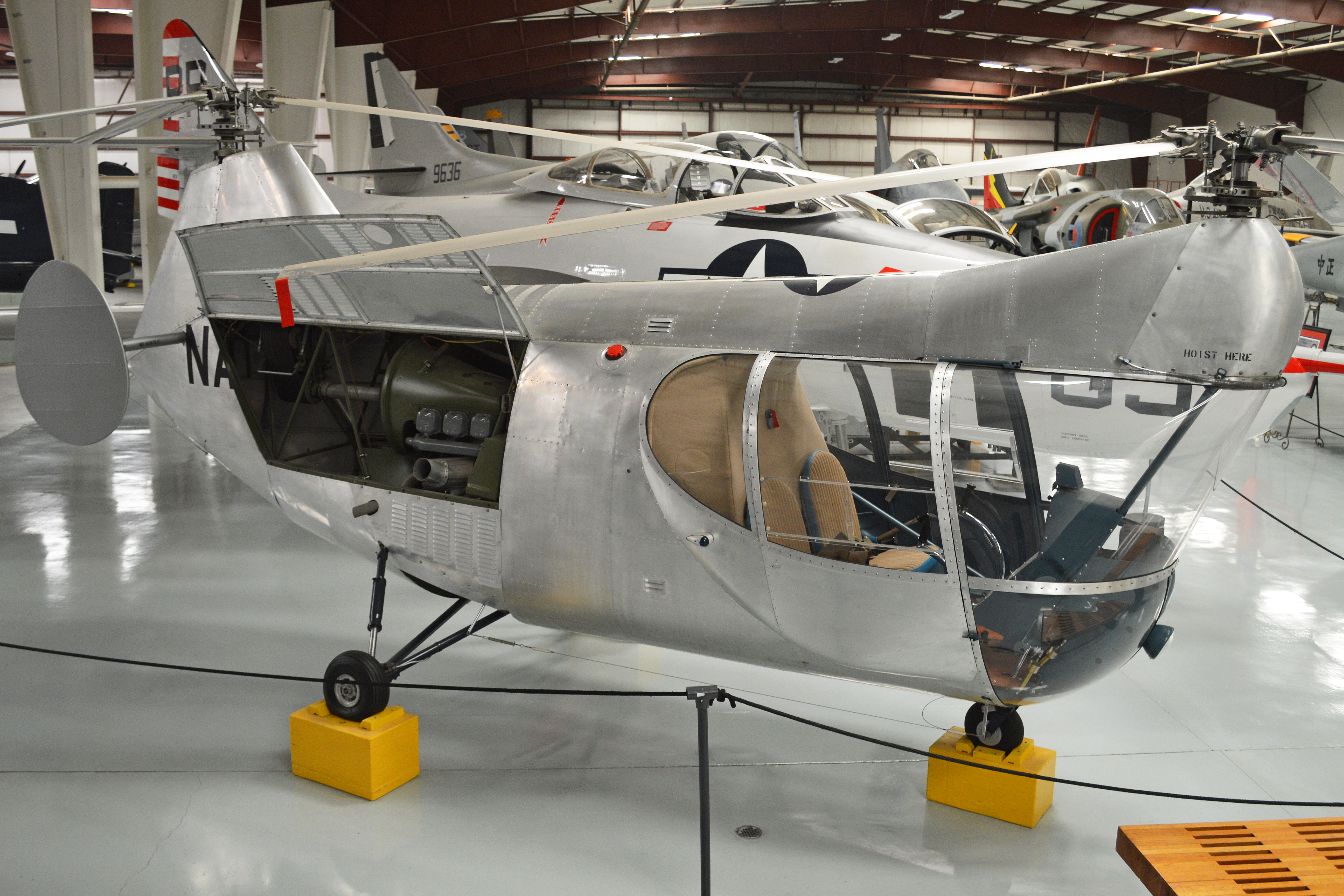
McCullough XHUM-1 en el Yanks Air Museum, Chino, California.

MC-4
Prototipo con motor Franklin de 165 hp, dos construidos, uno para evaluación por la Armada de los Estados Unidos.
MC-4A
Variante para evaluación por la Armada estadounidense como XHUM-1, dos construidos.
MC-4C
Prototipo con motor Franklin de 200 hp, uno construido y tres adicionales para evaluación por el Ejército estadounidense como YH-30.
Jovair Sedan 4E
Versión civil de producción de cuatro asientos propulsado por un motor Franklin 6A-335 de 210 hp.
Jovair Sedan 4ES
Sedan con motor turboalimentado Franklin de 225 hp.
Jovair Sedan 4A
Versión agrícola simplificada.

### Designaciones militares
YH-30
Versión militar del MC-4C, tres construidos.
XHUM-1
Dos MC-4A para evaluación por la Armada estadounidense, más tarde redesignado HUM-1.

## Operadores
Estados Unidos
- Ejército de los Estados Unidos
- Armada de los Estados Unidos

## Supervivientes
En 2008, dos MC-4C estaban registrados en los Estados Unidos. El Pima Air and Space Museum tiene un HUM-1, matrícula N4072K.
El Yanks American Air Museum en Chino está restaurando un MC-4C a la condición de vuelo, aunque no hay planes de volarlo. Puede ser el N4071K o el N4091K.
Uno de los tres prototipos militares YH-30 está preservado en el US Army Aviation Museum en el Fort Rucker, Alabama. Su número de construcción es 001 y la matrícula militar 52-5837. En abril de 2013 permanecía almacenado bajo techo y no estaba en exhibición pública. En diciembre de 2018, el aparato del Ejército había completado mucho su restauración y en enero de 2019 estaba en exhibición en el Army Aviation Museum.

## Apariciones en los medios
Un MC-4C fue usado en 1954 en la producción de ciencia ficción Gog.

## Especificaciones (YH-30)

### Características generales
- Tripulación: Dos
- Longitud: 9,8 m (32 ft)
- Diámetro rotor principal: 6,7 m (22 ft)
- Altura: 2,8 m (9,1 ft)
- Peso vacío: 544 kg (1199 lb)
- Peso cargado: 907 kg (1999 lb)
- Planta motriz: 1× motor bóxer de seis cilindros refrigerado por aire Franklin O-335-6 (6A4-200-C6).
  - Potencia: 147 kW (203 HP; 200 CV)

### Rendimiento
- Velocidad máxima operativa (Vno): 169 km/h (105 MPH; 91 kt)
- Alcance: 322 km (174 nmi; 200 mi)

## Aeronaves relacionadas

### Secuencias de designación
- Secuencia H-_ (Helicópteros de la USAF, 1948-1962): ← H-27 - H-28 - H-29 - H-30 - H-31 - H-32 - H-33 →
- Secuencia HU_M (Helicópteros Utilitarios de la Armada estadounidense, 1950-1962 (McCulloch, 1951-1952)): HUM